# Microcerella globulipenis
Microcerella globulipenis är en tvåvingeart som först beskrevs av Guilherme A.M.Lopes och Tibana 1982.  Microcerella globulipenis ingår i släktet Microcerella och familjen köttflugor. Inga underarter finns listade i Catalogue of Life.